# カケタ県
カケタ県（スペイン語: Departamento del Caquetá、スペイン語発音: [kakeˈta]）は、コロンビア南部のアマソナス地方西部の県。
県都はフロレンシア。
2016年の人口は48万3846人。
面積は8万8965km²で、国内3位。
人口密度は5.4人/km²。

## 人口
- 2005年6月30日：42万0337人
- 2010年6月30日：44万7767人
- 2016年6月30日：48万3846人

## 隣接県
- 北：メタ県
- 北東：グアビアーレ県
- 東：バウペス県
- 南：アマソナス県、プトゥマヨ県
- 西：カウカ県、ウィラ県

## 下位行政区

県の地図。黒点は各市の市庁所在地を示す

県は下記の16市から成る（アルファベット順）。
1. アルバニア（英語版）
2. ベレン・デ・アンダキエス（英語版）
3. カルタヘナ・デル・チャイラ（英語版）
4. クリージョ（英語版）
5. エル・ドンセージョ（英語版）
6. エル・パウヒル（英語版）
7. フロレンシア：県都
8. ラ・モンターニタ（英語版）
9. ミラン（英語版）
10. モレリア（英語版）
11. プエルト・リコ（英語版）
12. サン・ホセ・デ・ラ・フラグア（英語版）
13. サン・ビセンテ・デル・カグアン（英語版）
14. ソラーノ（英語版）
15. ソリタ（英語版）
16. バルパライソ（英語版）